# 프리모르스크 (레닌그라드주)

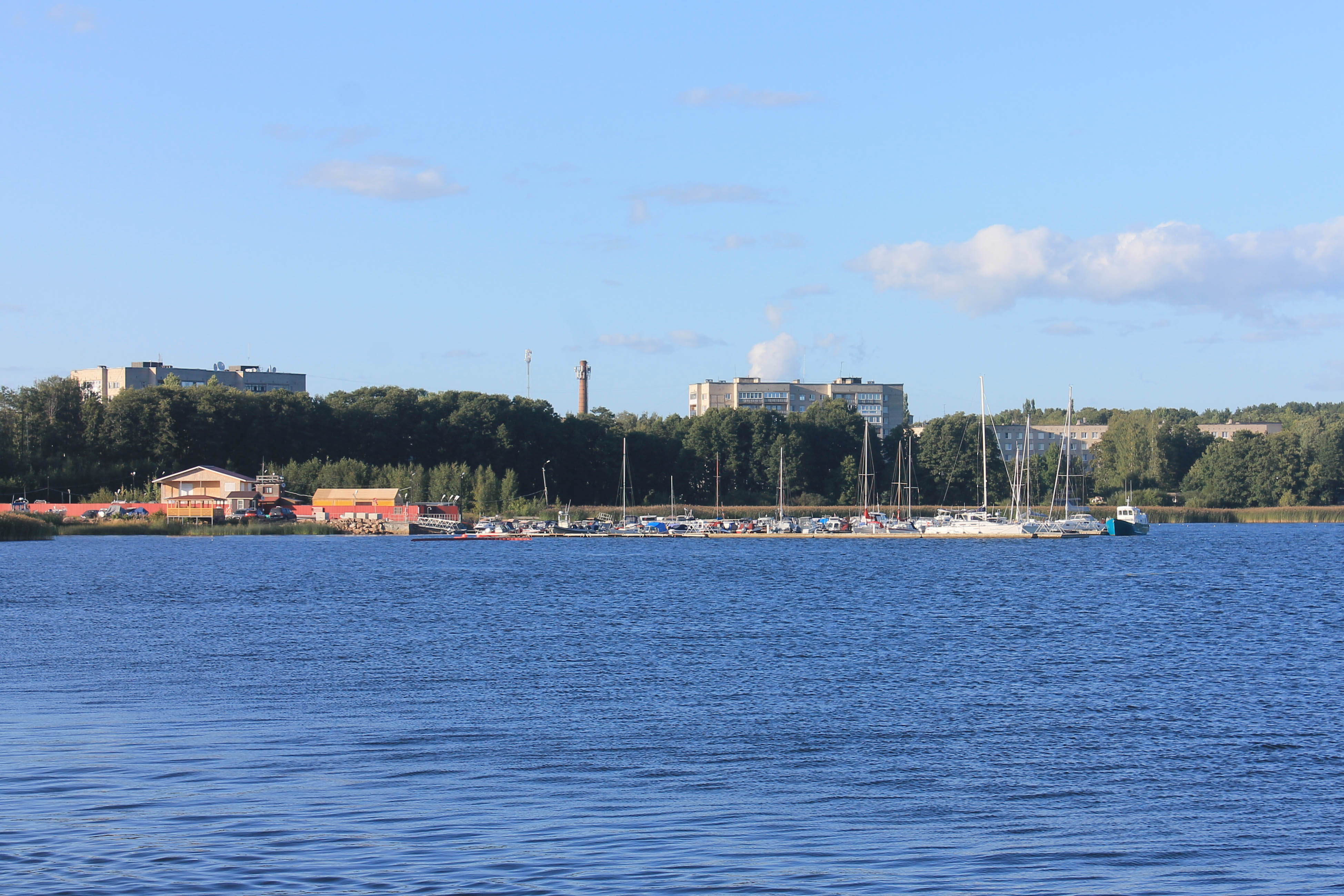

프리모르스크(러시아어: Примо́рск, 핀란드어: Koivisto 코이비스토[*], 스웨덴어: Björkö 비에르쾨[*])는 러시아 레닌그라드주에 위치한 도시로, 인구는 5,332명(2002년 기준)이다. 상트페테르부르크(레닌그라드 주의 주도)에서 북서쪽으로 137 km 정도 떨어진 곳에 위치하며 핀란드만과 접한다.
1268년에 처음 등장했으며 1940년 모스크바 평화 조약 체결 때 핀란드가 소비에트 연방에 할양했다.